# Kärkisaari (ö i Birkaland)
Kärkisaari är en ö i Finland. Den ligger i sjön Palovesi och Jäminginselkä och i kommunen Ruovesi i den ekonomiska regionen  Övre Birkalands ekonomiska region  och landskapet Birkaland, i den södra delen av landet, 190 km norr om huvudstaden Helsingfors. Öns area är 32,3 hektar och dess största längd är 1,4 kilometer i nord-sydlig riktning.